# Житен режим
Житният режим е практика, дадена от Петър Дънов. Прави се всяка година през февруари, веднага след пълнолуние, когато започва разсипът на Луната.

## Правила
Режимът в пълната си форма отнема 30 дни - 10 дни подготовка, 10 дни за същинската част и 10 дни захранване. Същинската част обикновено започва 2-3 дни след пълнолуние. Всеки ден се изяждат 100 грама жито, добре измито и накиснато от предния ден. Разпределя се на три порции и се изяжда много бавно. Препоръчително е всяка хапка да се дъвче 100 пъти. Осве житото всеки ден се консумират 3 ябълки, 9 ореха и 3 лъжици мед. Пие се обилно количество топла вода.

### Храна за деня
- 100 гр. жито (негрухано)
- 3 ябълки
- 9 ореха
- 3 лъжици пчелен мед
- По 30 мл на кг тегло изворна или минерална топла вода

На десетия ден към житото на обяд и на вечеря се прибавя „ангелска супа“ – цели обелени картофи, магданоз и няколко капки лимонов сок  в литър и половина вода.

## За житото
Пшеничните зърна са източник на фибри и антиоксиданти, между които и коензим Q10. Фибрите са полезни за оптималното функциониране на червата и очистването на храносмилателната система. Антиоксидантите предпазват организма от свободните радикали, които увреждат клетките и допринасят за стареенето и развиването на ракови заболявания. Житното зърно се състои от обвивка, ендосперм и житен зародиш. Обвивката е богата на много минерали и витамини. В зародиша се съдържат в концентриран вид витамин Е, магнезий, фосфор, тиамин (витамин Б1) и цинк.
| Калории      | 349   |
| Основни      |       |
| Белтъци      | 12,1  |
| Въглехидрати | 69,1  |
| Мазнини      | 1,7   |
| Витамини     |       |
| Витамин В1   | 0,48  |
| Витамин В2   | 0,14  |
| Витамин РР   | 5,10  |
| Витамин Е    | 3,20  |
| Минерали     |       |
| Натрий       | 7,8   |
| Калций       | 43,7  |
| Желязо       | 3,3   |
| Калий        | 502   |
| Магнезий     | 173,0 |
| Фосфор       | 406,0 |